# Gravenkroon

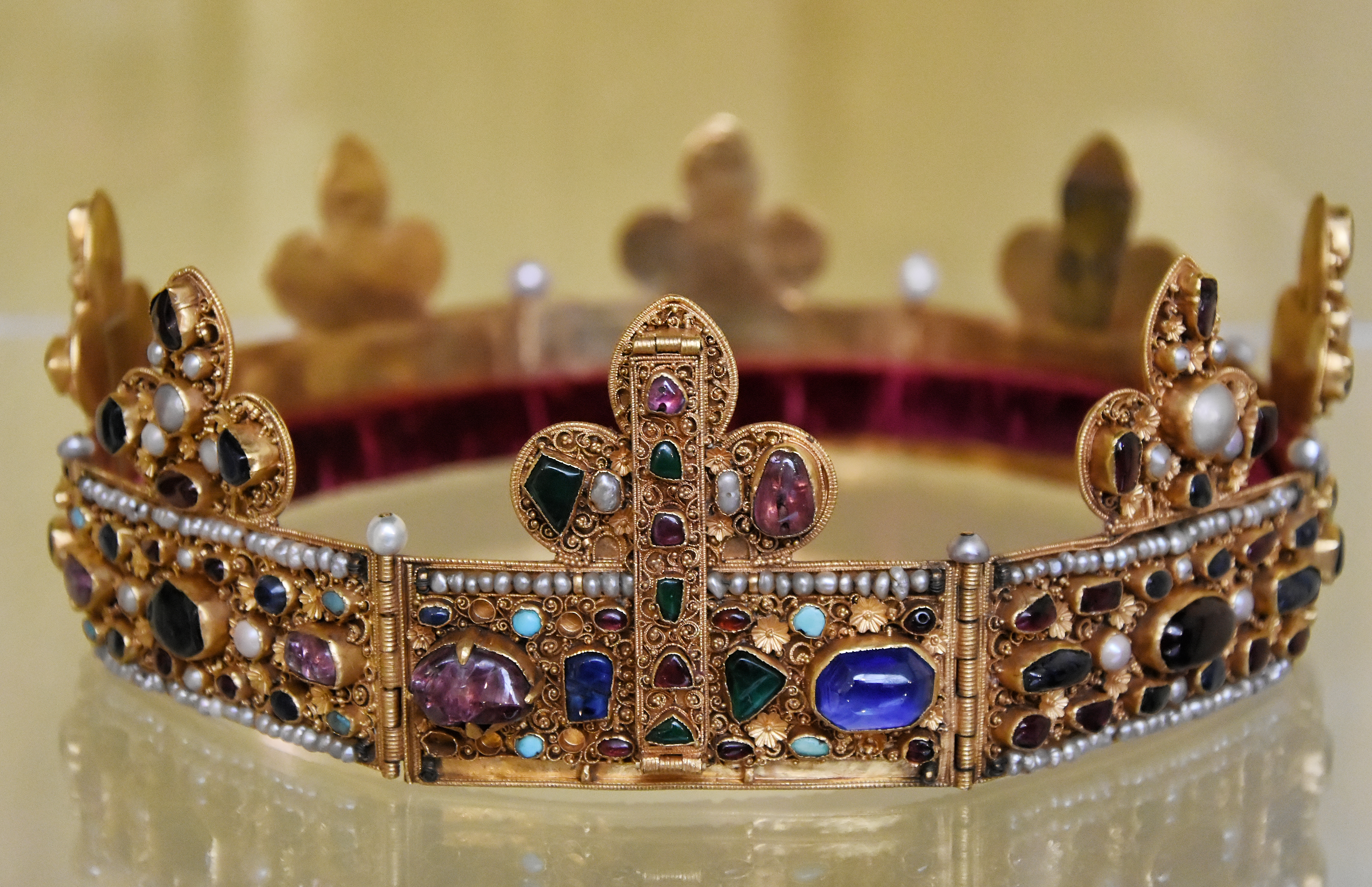
De Kroon van Namen met de Heilige Doornen van Namen, vermoedelijk gedragen door Filips de Eerste bij zijn huwelijk met Maria

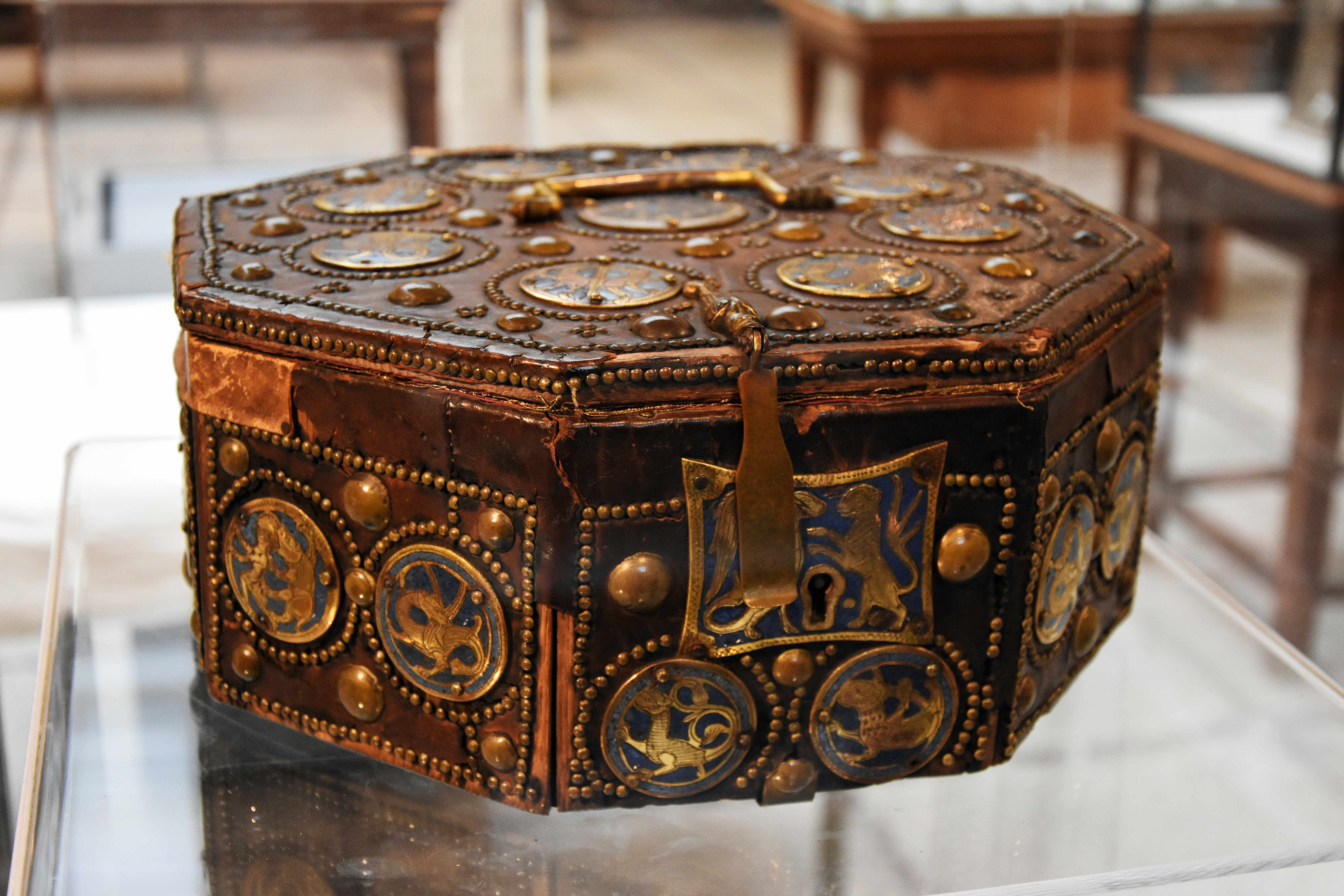
Foedraal van bovenstaande kroon (Parijs, na 1206)

De gravenkroon is een rangkroon die hoofdzakelijk in de Nederlandse heraldiek veel gebruikt wordt. De kroon wordt ook in België gebruikt, maar minder. De gravenkroon staat in de heraldiek in rang onder de markiezenkroon welke vijf fleurons heeft in plaats van drie met twee parels. In Nederland is deze kroon ook bekend als gemeentekroon, omdat iedere gemeente en openbaar lichaam deze sinds 1919 in haar wapen mag toevoegen.

## Geschiedenis
De gravenkroon is in verschillende landen op verschillende wijzen gevormd. Soms gaat het om een gouden met edelstenen bezette band met daarop negen parels en soms gaat het om een gouden band met daarop drie fleurons waartussen twee parels. In een enkele keer gaat het om een gouden band met daarop vijf fleurons, wat in Nederland en België de markiezenkroon is.
In Frankrijk waren er twee kronen voor graven. De soevereine graven hadden een gouden band met daarop negen parels staande op gouden punten. De niet-soevereine graven hadden eveneens negen parels op een gouden band, maar dan zonder de gouden punten. Of deze verschillen echt toegepast werden, is niet met zekerheid vast te stellen.
Sinds 3 april 1919 is het elk openbaar lichaam in Nederland toegestaan om een kroon van drie bladeren en twee parels toe te voegen aan het wapen. Andere kronen, zoals de oudere varianten van de gravenkroon, de markiezenkroon, keizerskroon, et cetera worden alleen verleend als de gemeente of ander publiek lichaam kan aantonen dat die kroon al langer gevoerd wordt. Eventueel kan het hierbij gaan om een rechtsvoorganger.
De kroon op het wapen van Middelstum bevat eveneens drie fleurons, maar zonder de parels ertussen.

### Andere vormen
De vorm van de gravenkroon kan per land verschillen:

De Duitse vorm, volgens Pama ook in Frankrijk
Oude Franse gravenkroon
Franse en Belgische gravenkroon+
Franse gravenkroon met voering
Gravenkroon zonder gouden punten voor de niet-soevereine graven
Antieke gravenkroon zoals gebruikt in een aantal wapens in Nederland en België
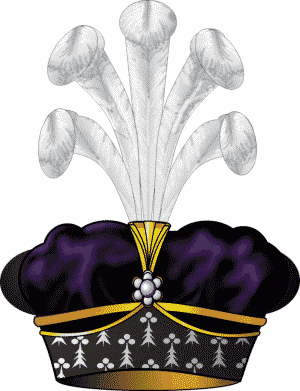
Gravenhoed ten tijde van Napoleon
Engelse gravenkroon
Portugal
Denemarken en Noorwegen
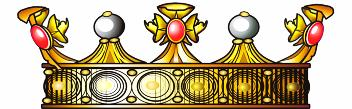
Polen
Zweden

## Rangkronen in Nederland
In Nederland worden de volgende rangkronen gebruikt:

Keizer
Koning
Prins (adellijke)
Hertog
Markies
Graaf
Burggraaf
Baron
Ridder
Jonkheer

adelaar · Agnus Dei · alliantiewapen · andreaskruis · ankerkruis · armoriaal · baldakijn · barensteel · bezant · Bourgondisch kruis · brisure · cartouche · centaur · cordelière · dekkleed · dorpsvlag · dorpswapen· drieberg · dubbelkoppige adelaar · dwarsbalk · fleur de lis · fleuron · Friese adelaar · gaande leeuw · gecarteleerd · Gelderse leeuw · gepaald · gravenkroon · groot wapen · griffioen · hartschild · helmkroon · helmteken · heraldische kleur · herautstuk · hermelijn · hoed · Hollandse tuin · huismerk · Jeruzalemkruis · karbonkel · keizerskroon · keper · koek · kromstaf · kroon · krukkenkruis · kwartier · kwartileren · kwartierzoom · leeuw · markiezenkroon · merlet · molenijzer · motto · muurkroon · nassaublauw · natuurlijke kleur · Nederlandse leeuw · Nederlandse Maagd · ombrellino · ordeketen · palen · pentagram · pijlenbundel · raadselwapen · raaf · respectant · riddertoernooi · rijksbanier · rijkskleuren · rijksstandaard · rijkswapen · roos · Rudolfinische keizerskroon · Saksenros · Saladins Adelaar · scharlakenrood · schildhoofd · schildhouder · schildvoet · schildzoom · schoof · schuinbalk · schuinstreep sinister · sinister · sleutels van Petrus · socialistische heraldiek · sprekend wapen · stadskleuren · standaard · stedenmaagd · ster · tinctuur · vair · vermeerdering · vlag · vorstenhoed · vrijheidshoed · vrijkwartier · vrouwenwapen · wapen · wapenbelasting · Wapenboek Beyeren · Wapenboek Gelre · wapenbord · wapendiploma · wapendier · wapenkast · wapenkoning · wapenmantel · wapenrecht · wapenrol · wapenstier · wapentent · wassende en afnemende maan · Waterlandse zwaan · Westfriese boomwapens · wildeman · wolfsangel · wrong